# Share Your Love with Me
Share Your Love with Me è una canzone scritta da Alfred Braggs e Don Robey. Fu originariamente registrata dal cantante blues Bobby "Blue" Bland per l'album del 1963 Call on Me. La sua versione raggiunse la posizione numero 42 della Billboard Hot 100 e la quinta della classifica Hot Rhythm & Blues Singles.
Aretha Franklin registrò nel 1969 la versione di maggior successo del brano per l'album This Girl's In Love with You, pubblicato l'anno successivo. La sua cover di Share Your Love with Me rimase per cinque settimane in vetta alla classifica Hot Rhythm & Blues Singles, e riuscì a raggiungere la tredicesima posizione della Billboard Hot 100.
Kenny Rogers ne registrò una cover nell'album Share Your Love del 1981. La sua versione raggiunse la posizione 14 della Billboard Hot 100 e la 5 della Hot County Singles.  La versione di Rogers raggiunse anche la vetta della classifica Adult Contemporary Singles.
Altre versioni del brano sono state registrate da Johnny Adams, The Band, Freddy Fender, Charlie Rich, Phoebe Snow, e Susan Tedeschi

## Classifiche
| Classifica (1969)                 | Posizione più alta |
| --------------------------------- | ------------------ |
| U.S. Billboard Hot 100            | 13                 |
| U.S. Billboard Hot Rhythm & Blues | 1                  |